# Teoremas abeliano e tauberiano
Em matemática, teoremas abeliano e tauberiano relacionam-se à atribuição de um valor significativo como a "soma" da classe de séries divergentes. Um grande número de métodos tem sido propostos para o somatório de tais séries, geralmente tomando a forma de algum funcional linear L com domínio contido em algum espaço S de sequências numéricas. Este é, primeiramente, um método útil para atribuir uma soma a uma série que não convergiria a ser linear. Secundariamente, a sequência de somas parciais das séries é considerada, a qual é uma maneira equivalente de apresentá-la.